# چبارا
چبارا روستایی در استان ریفت والی، کنیا می‌باشد.